# Term molekularny

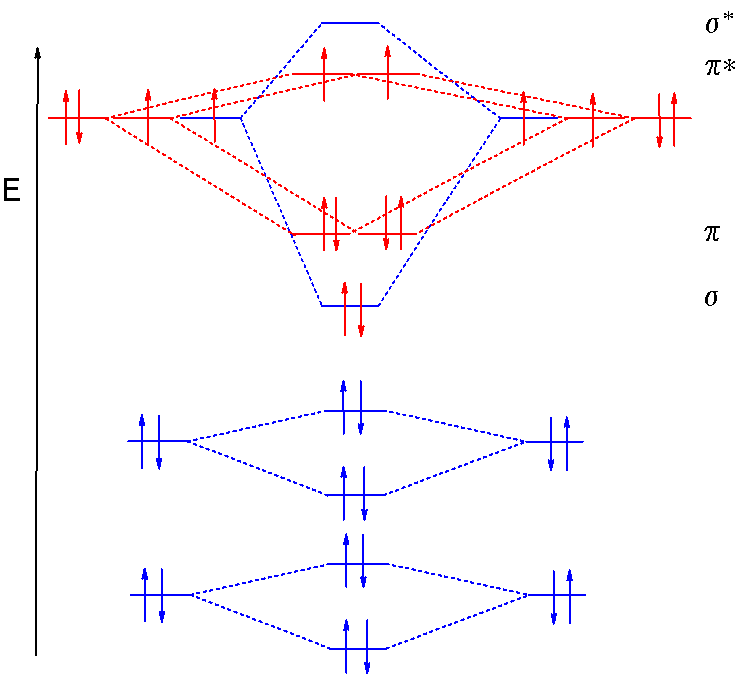
Rys. 1: Diagram orbitali molekularnych cząsteczki ditlenu

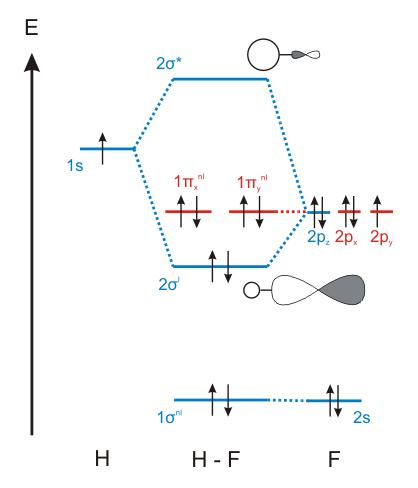
Rys. 2: Diagram orbitali molekularnych cząsteczki HF

Rys. 3: Diagram orbitali molekularnych z hybrydami NO

Term molekularny – w mechanice kwantowej, obserwowany stan cząsteczki, odpowiadający jej rzeczywistej energii.

## Charakterystyka
Podobnie jak w przypadku termów atomowych, cząsteczkę również da się opisać symbolem termu molekularnego. W atomach wieloelektronowych, konfiguracji elektronowej odpowiada kilka stanów energetycznych, zwanych termami. Sytuacja analogiczna ma miejsce w przypadku cząsteczek wieloatomowych. Przy założeniu, że sprzężenie orbitalnych momentów pędu elektronów i sprzężenie ich spinów są znacznie silniejsze od oddziaływań spin-orbita poszczególnych elektronów, można scharakteryzować termy cząsteczek. Stan energetyczny zespołu elektronów jest opisywany przez dwa czynniki:
- wypadkowe wartości zetowej składowej momentu pędu wszystkich elektronów (Δλ),
- wypadkowy spin kwantowany liczbą spinową S.

Ponieważ składowe momentów pędu są skierowane zgodnie z osią cząsteczki, a mogą mieć jedynie przeciwne zwroty, można wykonać algebraiczne sumowanie składowych momentów pędu poszczególnych elektronów:
{\displaystyle |\Lambda |=|\lambda _{1}|\pm |\lambda _{2}|\pm |\lambda _{2}|\pm ...}
Uzyska się wówczas wartość liczbową stanu energetycznego, którą należy przedstawić za pomocą wielkich liter alfabetu greckiego:
| L = | 0 | 1 | 2 | 3 | ... |
|     | Σ | Π | Δ | Φ | ... |

Ogólny symbol termu przedstawia się następująco:
{\displaystyle ^{2S+1}\!\Lambda _{(g/u)}^{(+/-)}}
gdzie:
- Λ – symbol termu
- 2S+1 – multipletowość
- +/− – opisują symetrię
- u/g – opisują parzystość

## Cząsteczki homojądrowe
W przypadku cząsteczek homojądrowych (tj. złożonych z atomów o identycznych jądrach czyli z tych samych Izotopów) można rozróżnić stany parzyste (g) i nieparzyste (u). Gdy liczba niesparowanych elektronów w orbitalach jest nieparzysta wówczas cząsteczka także jest nieparzysta. W przeciwnym wypadku, molekuła ma symetrię parzystą. Należy także odróżnić stany energetyczne dodatnie (Σ+) i ujemne (Σ−). Stan energetyczny jest ujemny jeśli funkcja falowa ψ zmienia znak przy odbiciu w płaszczyźnie, przechodzącej przez oba jądra. Znaki plus i minus zazwyczaj przypisuje się tylko termom sigma. Wyższe termy też mogą być dodatnie/ujemne, lecz dopiero gdy uwzględni się wpływ rotacji cząsteczki. W przeciwnym wypadku wyższym termom odpowiadają takie same znaki, jak termom Σ. Na przykład ditlen, ma dwa niesparowane elektrony, na orbitalu antywiążącym π* (rys. 1). Stanowi temu odpowiadają termy: 3Σg−, 1Σg+ i 1Δg. Aby wyznaczyć term stanu podstawowego, należy skorzystać z reguł Hunda:
1. Termem podstawowym jest term o najwyższej multipletowości;
2. Dla termów o tej samej multipletowości, termem podstawowym jest term o największej wartości L;
3. Po uwzględnieniu powyższych reguł, poziomem podstawowym jest:

- poziom o najmniejszej wartości J dla podpowłok zapełnionych mniej niż w połowie;
- poziom o największej wartości J dla podpowłok zapełnionych więcej niż w połowie.

Wynika z tego, że termem stanu podstawowego jest 3Σg−.

## Cząsteczki heterojądrowe
Sytuacja z cząsteczkami heterojądrowymi (tj. złożonych z atomów o niejednakowych jądrach czyli z różnych atomów lub różnych izotopów tego samego pierwiastka) jest nieco bardziej skomplikowana Ze względu na powstawanie wypadkowego momentu dipolowego, zachodzi tutaj mieszanie orbitali atomowych. Elektrony zajmujące te orbitale, mają nierównomiernie rozłożony ładunek względem jądra. Na przykład w cząsteczce wodorku litu (rys. 2), orbital 1s leży znacznie wyżej niż orbitale 1s i 2s litu. Zachodzi tu zatem nierównocenne mieszanie się orbitalu 1s wodoru z orbitalem 2pz litu. Term stanu podstawowego wynosi 3Σ. Jeszcze bardziej skomplikowana sytuacja może nastąpić w związkach, gdzie dodatkowo zachodzi hybrydyzacja wewnętrzna orbitali, np. w tlenku azotu (rys. 3). Tam orbitale 2s azotu i tlenu mieszają się odpowiednio z orbitalami 2pz azotu i tlenu. Powstają z tego dwie hybrydy, które mieszają się wzajemnie i powstają z tego orbitale molekularne. Termem stanu podstawowego dla tlenku azotu jest 2Π.
Cząsteczki typu AB nie mają środka symetrii, więc nie istnieje podział tychże orbitali na u i g.